# Anina Zurbriggen
Anina Zurbriggen (bulgarisch Анина Зурбриген; * 28. August 2003 in der Schweiz) ist eine bulgarisch-schweizerische Skirennfahrerin.

## Biographie
Zurbriggen stammt aus Saas-Almagell und wuchs in direkter Nachbarschaft des ehemaligen Skirennfahrers Pirmin Zurbriggen auf mit dem sie, obgleich sie denselben Nachnamen tragen, nicht verwandt ist. Ihre Mutter stammt aus Bulgarien.
Ihr internationales Renndebüt gab sie bei einem Super-G der FIS-Entry-League am 12. Oktober 2019 in Saas-Fee. Bis zur Saison 2023/24 startete Zurbriggen für die Schweiz, hauptsächlich bei FIS-Rennen in der Schweiz, ohne dabei jedoch größere Erfolge zu erzielen. 2022 belegte sie bspw. den 6. Rang bei den Schweizer U21 Meisterschaften.
Mit Beginn der Saison 2023/24 wechselte Zurbriggen zum bulgarischen Skiverband, ihr erstes Rennen unter bulgarischer Flagge bestritt sie am 18. November 2023 am Pass Thurn.
Am 21. Januar 2024 gab Zurbriggen beim Slalom von Jasná ihr Weltcupdebüt, wobei sie sich jedoch nicht für den zweiten Durchgang qualifizieren konnte.
Bei ihrem ersten internationalen Grossereignis, den Juniorenweltmeisterschaften 2024 im Département Haute-Savoie, erreichte sie im Riesenslalom den 23. Rang, im Slalom schied sie aus. Zu Ende des Winters wurde sie bulgarische Meisterin im Riesenslalom und im Slalom.
2025 nahm sie erstmals an Alpinen Skiweltmeisterschaften teil. Bei den Wettkämpfen in Saalbach klassierte sie sich am im Riesenslalom auf Platz 33, im Slalom schied sie aus.

## Erfolge

### Weltmeisterschaften
- Saalbach 2025: 33. Riesenslalom, DNF Slalom

### Juniorenweltmeisterschaften
- Haute-Savoie 2024: 23. Riesenslalom, DNF Slalom

### World University Games
- Bardonecchia 2025: 13. Slalom, 15. Riesenslalom

### Weitere Erfolge
- Bulgarische Meisterin im Riesenslalom (2024)
- Bulgarische Meisterin im Slalom (2024)